# 寮廈站
寮厦站位於中华人民共和国广东省东莞市厚街镇体育路与莞太路交叉路口，于2016年5月27日启用。

## 車站構造
| 地面 |        |
|      | 出入口 |

| 地下一層（B1） | 車站大廳                         | 客服中心、自動售票機             |
| 地下二層（B2） |                                  | █ 2号线 往東莞火車站方向（陈屋） |
| 地下二層（B2） | 島式月台，左側開門               |                                  |
| 地下二層（B2） | █ 2号线 往虎門火車站方向（珊美） |                                  |

## 車站出入口
寮廈站共有四個出入口。
| 編號 | 照片 | 目的地                         |
| ---- | ---- | ------------------------------ |
| A    |      | 萬達廣場（厚街店）、厚街匯景城 |
| B    |      | 陽光商業城                     |
| C    |      | 東莞市公安局厚街分局           |
| D    |      | 環球大廈                       |